# 村雨芙美
村雨 芙美（むらさめ ふみ、2000年7月11日 - ）は、日本のグラビアアイドル、 タレント。東京都出身。アーティストハウス・ピラミッド所属。

## 略歴
2020年、「ミスFLASH2020」グランプリの藤田いろはに憧れて「ミスFLASH2021」に「やのかえで」名義でエントリーし、ファイナリストに敗者復活戦から追加選出された。
2023年3月9日、ライリーワークスに所属し、「村雨芙美」として活動していくことを自身のTwitterで報告した。
2023年9月22日、1stDVD『Shower』（竹書房）を発売した。
2025年1月12日、アーティストハウス・ピラミッドに所属したことを自身の X（旧Twitter）で報告した。

## 人物
- 趣味はコスプレ、特技はIllustrator、Photoshop、作字[1]。

## 作品

### イメージビデオ
- Shower（2023年9月22日、竹書房）[8]
- いけないことしかいたしません（2023年12月20日、ラインコミュニケーションズ）[9][10]
- 7限目の課外授業（2024年4月18日、ギルド）[11][12]
- 若いツバメ（2024年7月26日、竹書房）[13][14]
- vs仮想エロス（2024年11月26日、エアーコントロール）[15][16]
- レンタルかのじょ（仮）（2025年5月28日、スパイスビジュアル）[17][18]
- ファンサしちゃうね（2025年8月29日、竹書房）[19]

### デジタル写真集
- 密通（2024年8月9日、竹書房［Bamboo e-Book］）
- 愛人（2024年8月9日、竹書房［Bamboo e-Book］）
- お嬢様の秘密（2024年8月23日、PAD［ギルドデジタル写真集］）
- お嬢様の告白（2024年8月23日、PAD［ギルドデジタル写真集］）
- お嬢様の美学（2024年8月23日、PAD［ギルドデジタル写真集］）
- 週刊GIRLS-PEDIA 100（2025年2月1日、KADOKAWA）[20]

## 出演

### イベント
- KANSAI COLLECTION 2025 SPRING&SUMMER（2025年3月2日、京セラドーム大阪）[21]